# Andrzej Bartyński
Andrzej Bartyński (ur. 25 maja 1934 we Lwowie, zm. 16 czerwca 2018 we Wrocławiu) – polski poeta, pieśniarz i poeta, członek Związku Literatów Polskich, założyciel i prezes Klubu Inteligencji Niewidomej RP, zdobywca trzech stopni Silwy (samokontroli umysłu), radiesteta i bioenergoterapeuta.

## Życiorys
Ukończył filologię polską na Uniwersytecie Wrocławskim. W latach 1943–1944 był łącznikiem Armii Krajowej. Torturowany przez gestapo, utracił podczas przesłuchań wzrok. Od 1945 przebywał we Wrocławiu. Jako poeta debiutował w 1956 wierszem pt. Rapsod o Jesieninie, na łamach czasopisma studenckiego „Życie Uniwersytetu”.
O sobie mówił:
Urodziłem się poetą i piszę to, co myślę, i robię to, co myślę, a to nie wszystkich zjednywa i przyjaciół jakby trochę mniej. Jako prezes ZLP mam takie credo: koleżeństwo, lojalność, przyjaźń. Moje środowisko traktuję nie tylko jako elitę społeczną, ale uczulam ich na wzajemną pomoc, odrzucenie zawiści. Człowiek, by się dobrze czuł, musi istnieć w grupie wsparcia. To ułatwia życie.
Uczestnik Sympozjum Plastycznego Wrocław ’70 (w zespole Mariana Bogusza). Przez 26 lat pełnił funkcję prezesa Zarządu Dolnośląskiego Oddziału Związku Literatów Polskich we Wrocławiu. Był Honorowym obywatelem Polanicy-Zdroju, a w 2003 roku pomysłodawcą, twórcą i współorganizatorem  corocznych międzynarodowych festiwali poezji „Poeci bez granic”, odbywających się w tym mieście.
Został pochowany na cmentarzu św. Wawrzyńca we Wrocławiu.

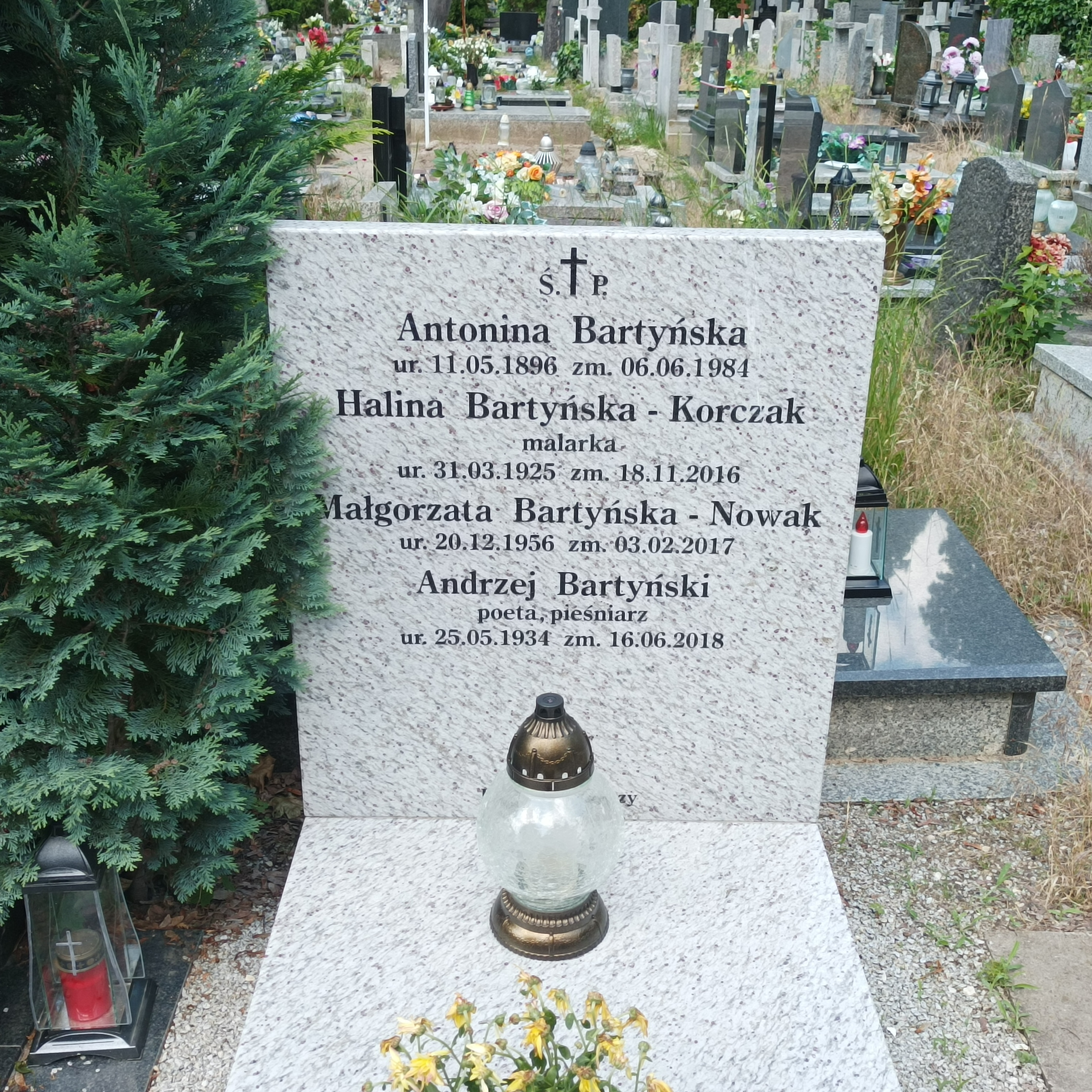
Grób Andrzeja Bartyńskiego na cmentarzu św. Wawrzyńca we Wrocławiu

## Twórczość
- Dalekopisy (1957)
- Zielone wzgórza (1960)
- Komu rośnie las? (1965)
- Ku chwale słońca (1974)
- Gdzie Rzym, gdzie Krym, gdzie bar Cin-Cin (1977)
- Wojna. Wyspa. Skarabeusz (1982)
- Wróć, bo czereśnie (1997)
- Te są ojczyzny moje (1999)
- Taki świat – trylogia poetycka (2001)

## Odznaczenia
- Krzyż Komandorski Orderu Odrodzenia Polski (2005)[6]
- Krzyż Oficerski Orderu Odrodzenia Polski
- Krzyż Kawalerski Orderu Odrodzenia Polski
- Krzyż Partyzancki
- Srebrny Krzyż Zasługi
- Krzyż Armii Krajowej
- Złoty Medal „Za Zasługi dla Obronności Kraju”
- Srebrny Medal „Za Zasługi dla Obronności Kraju”
- Brązowy Medal „Za Zasługi dla Obronności Kraju”
- Medal Komisji Edukacji Narodowej
- Medal „Pro Memoria”
- Srebrny Medal „Opiekun Miejsc Pamięci Narodowej”